# 高山良
高山 良（たかやま りょう、1978年1月5日 - ）は、日本の元俳優。劇団東俳に所属していた。

## 出演

### 映画
- ノーライフキング（1989年）-  大沢まこと
- トキワ荘の青春（1996年）-  新人マンガ家

### ドラマ
- 火曜サスペンス劇場「赤いコートの女」（1990年、日本テレビ）
- 世にも奇妙な物語「悪魔のゲームソフト」（1990年、フジテレビ）- テツオ
- NHK子どもパビリオン「満くんの夏休み日記」（1990年、NHK）
- 大河ドラマ  (NHK)
  - 太平記（1991年）- 猿の石 (少年期)
- 月曜・女のサスペンス「狙われた赤い自転車」（1992年、テレビ東京）

### オリジナルビデオ
- ダーティ・ブルー　復讐の熱帯夜